# Lijst van onroerend erfgoed in Malle
Een overzicht van het onroerend erfgoed in de gemeente Malle. Het onroerend erfgoed maakt deel uit van het cultureel erfgoed in België.

## Bouwkundig erfgoed
| Object                                            | Erfgoedstatus?                                                                 | Bouwjaar of architect | Deelgemeente | Adres                         | Coördinaten                   | Nummer? | Afbeelding                                        |
| ------------------------------------------------- | ------------------------------------------------------------------------------ | --------------------- | ------------ | ----------------------------- | ----------------------------- | ------- | ------------------------------------------------- |
| Hoeve met losse bestanddelen                      |                                                                                |                       | Westmalle    | Oude Molenstraat 22           | 51° 18' 42" NB, 4° 40' 59" OL | 13533   | Hoeve met losse bestanddelen                      |
| Twee arbeidershuizen                              |                                                                                |                       | Westmalle    | Berckhovenstraat 30-32        | 51° 17' 56" NB, 4° 41' 47" OL | 13534   | Twee arbeidershuizen                              |
| Villa Wildzang                                    |                                                                                |                       | Westmalle    | Sint Jozeflei 29              | 51° 17' 57" NB, 4° 41' 34" OL | 13536   | Villa Wildzang                                    |
| Boerenhuis                                        | niet bewaard                                                                   |                       | Westmalle    | Tichelmanstraat 13            |                               | 13537   | Boerenhuis                                        |
| Engelenkapel                                      | Monument                                                                       |                       | Westmalle    | Zoerselbaan                   | 51° 17' 33" NB, 4° 41' 57" OL | 13539   | Engelenkapel                                      |
| Toren van de Sint-Laurentiuskerk                  | Monument                                                                       |                       | Oostmalle    | Antwerpsesteenweg             | 51° 18' 5" NB, 4° 43' 59" OL  | 13540   | Toren van de Sint-Laurentiuskerk                  |
| Hoekhuis in cottagestijl                          |                                                                                |                       | Oostmalle    | Antwerpsesteenweg 1           | 51° 18' 3" NB, 4° 44' 0" OL   | 13541   | Hoekhuis in cottagestijl                          |
| Hoeve met losse bestanddelen                      |                                                                                |                       | Oostmalle    | Antwerpsesteenweg 51A         | 51° 17' 60" NB, 4° 43' 22" OL | 13542   | Hoeve met losse bestanddelen                      |
| Portierswoning                                    | Monument                                                                       |                       | Oostmalle    | Antwerpsesteenweg 58          | 51° 18' 2" NB, 4° 43' 27" OL  | 13543   | Portierswoning                                    |
| Woonstalhuis                                      |                                                                                |                       | Oostmalle    | Antwerpsesteenweg 64          | 51° 18' 2" NB, 4° 43' 23" OL  | 13544   | Woonstalhuis                                      |
| Hoeve                                             |                                                                                |                       | Oostmalle    | Antwerpsesteenweg 93          | 51° 17' 56" NB, 4° 42' 56" OL | 13545   | Hoeve                                             |
| Kapel Onze-Lieve-Vrouw van Lourdes                |                                                                                |                       | Oostmalle    | Blommerschot                  | 51° 15' 13" NB, 4° 45' 30" OL | 13547   | Kapel Onze-Lieve-Vrouw van Lourdes                |
| Villa Heilgenaert                                 |                                                                                |                       | Oostmalle    | Blommerschot 1                | 51° 15' 25" NB, 4° 45' 57" OL | 13548   | Villa Heilgenaert                                 |
| Boerenhuis                                        |                                                                                |                       | Oostmalle    | Blijkerijstraat 41            | 51° 18' 10" NB, 4° 44' 23" OL | 13550   | Boerenhuis                                        |
| Hoeve met losse bestanddelen                      |                                                                                |                       | Oostmalle    | De Daad 2                     | 51° 18' 36" NB, 4° 43' 15" OL | 13553   | Hoeve met losse bestanddelen                      |
| Gemeentehuis van Oostmalle                        |                                                                                |                       | Oostmalle    | Dorpsplaats 1                 | 51° 18' 8" NB, 4° 44' 2" OL   | 13554   | Gemeentehuis van Oostmalle                        |
| Herenhuis                                         |                                                                                |                       | Oostmalle    | Dorpsweg 1                    | 51° 18' 7" NB, 4° 43' 54" OL  | 13555   | Herenhuis                                         |
| Kapel Onze-Lieve-Vrouw van Bijstand met Mariapark | Monument                                                                       |                       | Oostmalle    | Herentalsebaan                | 51° 17' 44" NB, 4° 44' 22" OL | 13556   | Kapel Onze-Lieve-Vrouw van Bijstand met Mariapark |
| Wolfskapel                                        | Monument                                                                       |                       | Oostmalle    | Kapelakkers                   | 51° 18' 4" NB, 4° 43' 19" OL  | 13558   | Wolfskapel                                        |
| Pastorie Sint-Laurentius                          |                                                                                |                       | Oostmalle    | Turnhoutsebaan 2              | 51° 18' 4" NB, 4° 44' 3" OL   | 13560   | Upload foto                                       |
| Herenhuis                                         |                                                                                |                       | Oostmalle    | Lierselei 27                  | 51° 17' 57" NB, 4° 44' 3" OL  | 13561   | Herenhuis                                         |
| Kasteeldomein de Renesse                          | Monument: kasteel, koetshuis, ijskelder, rentmeesterswoning, boswachterswoning |                       | Oostmalle    | Lierselei 28-32, 84           | 51° 18' 2" NB, 4° 43' 42" OL  | 13562   | Kasteeldomein de Renesse                          |
| Hoeve met losse bestanddelen                      |                                                                                |                       | Oostmalle    | Sint Lenaartsebaan 128        | 51° 18' 41" NB, 4° 43' 18" OL | 13565   | Hoeve met losse bestanddelen                      |
| Herenhuis                                         |                                                                                |                       | Oostmalle    | Turnhoutsebaan 117            | 51° 18' 10" NB, 4° 45' 2" OL  | 13566   | Herenhuis                                         |
| Hoeve                                             |                                                                                |                       | Oostmalle    | Salphen 1                     | 51° 16' 39" NB, 4° 44' 31" OL | 13567   | Hoeve                                             |
| Hoeve met losse bestanddelen                      |                                                                                |                       | Oostmalle    | Salphen 2                     | 51° 16' 35" NB, 4° 44' 28" OL | 13568   | Hoeve met losse bestanddelen                      |
| Twee verbouwde hoeven                             |                                                                                |                       | Oostmalle    | Salphen 3-5                   | 51° 16' 34" NB, 4° 44' 31" OL | 13569   | Twee verbouwde hoeven                             |
| Twee verbouwde hoeven                             |                                                                                |                       | Oostmalle    | Salphen 3-5                   | 51° 16' 34" NB, 4° 44' 31" OL | 13569   | Twee verbouwde hoeven                             |
| Sint-Antoniuskapel van Salphen met omgeving       | Monument                                                                       |                       | Oostmalle    | Salphen                       | 51° 16' 28" NB, 4° 44' 25" OL | 13571   | Sint-Antoniuskapel van Salphen met omgeving       |
| Sint-Martinuskapel                                | Monument                                                                       |                       | Westmalle    | Antwerpsesteenweg 245         | 51° 17' 48" NB, 4° 41' 39" OL | 13741   | Sint-Martinuskapel                                |
| Gemeentehuis van Westmalle                        |                                                                                |                       | Westmalle    | Antwerpsesteenweg 246         | 51° 17' 49" NB, 4° 41' 36" OL | 13742   | Gemeentehuis van Westmalle                        |
| Scherpenbergmolen, beltmolen, type bovenkruier    | Monument                                                                       |                       | Westmalle    | Antwerpsesteenweg 378, z. nr. | 51° 17' 41" NB, 4° 40' 50" OL | 13744   | Scherpenbergmolen, beltmolen, type bovenkruier    |
| Klooster Onze-Lieve-Vrouw Heilig Hart             |                                                                                |                       | Westmalle    | Antwerpsesteenweg 496         | 51° 17' 5" NB, 4° 39' 29" OL  | 13745   | Klooster Onze-Lieve-Vrouw Heilig Hart             |
| Boerenhuis                                        |                                                                                |                       | Westmalle    | Bergstraatje 19               |                               | 13746   | Upload foto                                       |
| Pastorie Sint-Martinus met tuin                   | Monument                                                                       |                       | Westmalle    | Berckhovenstraat 11           | 51° 17' 54" NB, 4° 41' 45" OL | 13749   | Pastorie Sint-Martinus met tuin                   |
| De Grote Hoeve                                    | Monument                                                                       |                       | Westmalle    | De Hoeve 1-2, 3               | 51° 18' 27" NB, 4° 41' 27" OL | 13750   | De Grote Hoeve                                    |
| Hoeve met losse bestanddelen                      |                                                                                |                       | Westmalle    | Heikantstraat 14              | 51° 18' 26" NB, 4° 39' 27" OL | 13752   | Hoeve met losse bestanddelen                      |
| Parochiekerk Sint-Martinus                        | Monument                                                                       |                       | Westmalle    | Kasteellaan 32                | 51° 18' 5" NB, 4° 41' 30" OL  | 13753   | Parochiekerk Sint-Martinus                        |
| Boerenhuis                                        |                                                                                |                       | Westmalle    | Kasteellaan 21, 21A           | 51° 17' 56" NB, 4° 41' 17" OL | 13754   | Boerenhuis                                        |
| Dorpswoning                                       |                                                                                |                       | Westmalle    | Kasteellaan 26-28             | 51° 18' 4" NB, 4° 41' 28" OL  | 13755   | Dorpswoning                                       |
| Boerenhuis                                        |                                                                                |                       | Westmalle    | Kasteellaan 27                | 51° 17' 57" NB, 4° 41' 18" OL | 13756   | Boerenhuis                                        |
| Kapelanie van het Heilig Kruis                    | Monument                                                                       |                       | Westmalle    | Kasteellaan 29                | 51° 17' 58" NB, 4° 41' 18" OL | 13757   | Upload foto                                       |
| Hoeve                                             |                                                                                |                       | Westmalle    | Kasteellaan 81                | 51° 18' 7" NB, 4° 41' 28" OL  | 13759   | Hoeve                                             |
| Kasteel van Westmalle                             | Monument                                                                       |                       | Westmalle    | Kasteellaan 83                | 51° 18' 22" NB, 4° 41' 43" OL | 13760   | Kasteel van Westmalle                             |
| Villa Geubelle                                    | Monument                                                                       |                       | Westmalle    | Het Wild Rijt 16              | 51° 17' 35" NB, 4° 40' 27" OL | 200483  | Upload foto                                       |
| Hoeve met losse bestanddelen                      |                                                                                |                       | Oostmalle    | Sint Laurentiuslaan 30        |                               | 206862  | Hoeve met losse bestanddelen                      |
| Oorlogsmonument Westmalle                         |                                                                                |                       | Westmalle    | Antwerpsesteenweg             |                               | 216150  | Upload foto                                       |
| Stelplaats buurtspoorwegen                        |                                                                                |                       | Westmalle    | Antwerpsesteenweg 342         |                               | 217038  | Stelplaats buurtspoorwegen                        |
| Dienstwoning tramstation Oostmalle                | Monument                                                                       |                       | Oostmalle    | Antwerpsesteenweg 34          |                               | 300196  | Dienstwoning tramstation Oostmalle                |